# La Sierpe
La Sierpe è un comune spagnolo di 49 abitanti situato nella comunità autonoma di Castiglia e León.